# Toradora!
Toradora! (とらドラ！?) è una serie di light novel scritta da Yuyuko Takemiya e illustrata da Yasu. I volumi sono stati pubblicati dal 10 marzo 2006 al 10 marzo 2009 dall'editore ASCII Media Works sotto l'etichetta della Dengeki Bunko. Una serie spin-off di tre volumi, sempre in forma di light novel, è stata successivamente pubblicata dal 10 maggio 2007 al 10 aprile 2010 sotto il nome di Toradora Spin-off!. È stato prodotto un adattamento sotto forma di manga, a cura di Zekkyō, pubblicato a puntate sullo shōnen magazine Dengeki Comic Gao! a partire dal 27 luglio 2007 da parte dell'editore MediaWorks. La pubblicazione del manga si è spostata sulla rivista Dengeki Daioh dell'editore ASCII Media Works a partire dal 27 gennaio 2008.
Dal 2 ottobre 2008 al 25 marzo 2009 è andato in onda in Giappone un adattamento in forma di anime della serie su TV Tokyo. Una trasmissione radiofonica via internet chiamata ToradoRadio! (とらドラジオ！?, Toradorajio!) è andata in onda dal 4 settembre 2008 al 28 maggio 2009. Dalla serie è stata tratta una visual novel prodotta da Namco Bandai Games per la console PlayStation Portable pubblicata a partire dall'aprile 2009.
Il 21 dicembre 2011 è stato pubblicato un box dell'edizione Blu-ray della serie TV con il quale è uscito anche un nuovo episodio inedito.
Il titolo Toradora! deriva dal nome dei due personaggi principali, Taiga Aisaka e Ryūji Takasu. "Taiga" può essere traslitterato in inglese anche come tiger (tigre), che in giapponese si traduce in tora (虎?). La prima parte del nome di Ryūji, ryū (竜?), significa dragone in giapponese e la traslitterazione della parola inglese dragon è doragon (ドラゴン?).
In Italia l'anime è distribuito da Dynit ed è stato trasmesso su Rai 4 in prima visione dal 28 aprile al 13 ottobre 2011. Il manga è stato pubblicato da J-Pop, che ne ha cominciato la pubblicazione a novembre 2011.

## Trama
(Introduzione al capitolo 1 del primo volume)
Ryūji Takasu è un ragazzo che si appresta a frequentare il secondo anno delle superiori. A dispetto del suo carattere gentile, il suo sguardo truce lo fa apparire come un delinquente agli occhi di chi non lo conosce, e a causa di ciò deve continuamente chiarire le sue intenzioni con gli altri compagni d'istituto, spesso intimoriti dal suo aspetto; questo lo porta a non avere molti amici e a credere di non avere molte possibilità di trovarsi una fidanzata. Al primo giorno di scuola, Ryūji scopre di essere di nuovo in classe col suo migliore amico, Yūsaku Kitamura, e con la ragazza per cui ha una cotta, Minori Kushieda. Camminando per i corridoi, Ryūji si scontra inavvertitamente contro Taiga Aisaka, una delle ragazze più temute della scuola per il suo atteggiamento violento, nonché migliore amica di Minori, e ha un breve alterco con lei; Taiga è esattamente l'opposto di Ryūji: dietro al suo aspetto minuto e grazioso si nasconde un carattere irascibile e manesco, anche se in alcune occasioni ella si dimostra una persona completamente diversa e molto affine a Ryūji, nonostante tenti di nasconderlo trattando quest'ultimo con disprezzo.
Taiga ha un atteggiamento negativo e di superiorità nei confronti delle persone e non esita a scontrarsi con loro se lo reputa necessario. Nata in una ricca famiglia, Taiga a causa dei suoi problemi familiari è andata a vivere da sola, trasferendosi in un appartamento che per coincidenza è di fronte casa di Ryūji. I due scoprono per caso di avere una cotta per i rispettivi migliori amici, Minori e Yūsaku, e decidono pertanto di collaborare per riuscire più facilmente nel raggiungimento dei loro obiettivi. Il rapporto tra i due diventa sempre più stretto, a causa del carattere autoritario e possessivo di Taiga e della disponibilità di Ryūji a mettersi al suo servizio, pulendole casa e preparandole i pasti; Taiga entra quindi a far parte a tutti gli effetti della famiglia Takasu, passando più tempo a casa di Ryūji che nella propria. La loro vicinanza si riflette anche tra le mura scolastiche, amplificando pettegolezzi su una loro presunta relazione, seppur entrambi siano ancora follemente innamorati dei rispettivi migliori amici. L'arrivo della modella liceale Ami Kawashima complica ulteriormente la situazione: Ami, infatti, ha una cotta per Ryūji e detesta terribilmente Taiga, dal carattere simile al suo. Seppur entrambi neghino fermamente di piacersi, Ryūji e Taiga si sostengono e si prendono sempre cura l'uno dell'altra, e ben presto si renderanno conto di amarsi.

## Personaggi

### Personaggi principali

Da sinistra: Ryūji, Yūsaku, Taiga, Minori e Ami

Ryūji Takasu (高須 竜児?, Takasu Ryūji)
Doppiato da: Junji Majima (ed. giapponese), Simone Veltroni (ed. italiana)
È uno studente diciassettenne che frequenta la 2-C dell'istituto superiore Ōhashi. Nonostante sia di indole gentile, responsabile e altruista, ha un aspetto intimidatorio; ciò porta la gente a credere che egli sia un delinquente come il padre, che era un membro della yakuza. Vive assieme alla madre, che, a causa del proprio lavoro nei locali notturni, tende a dormire tutto il giorno e a ritornare dal lavoro ubriaca. Ryūji si ritrova quindi a dover badare da solo alla casa, diventando un casalingo perfetto e sviluppando un'ossessione maniacale per la pulizia e l'ordine. Il suo animale domestico è  un pappagallo chiamato Inko-chan (che letteralmente significa "pappagallo" in giapponese). Ryūji aiuta regolarmente Taiga con le faccende domestiche, cucinandole anche i pasti. Col tempo sviluppa un forte affetto per la ragazza, che non ritiene in grado di badare a se stessa, e si prende cura di lei premurosamente. Ha una cotta per Minori Kushieda, una sua compagna di classe, che tuttavia lo respinge, avendo ella intuito che in realtà Ryūji è innamorato di Taiga. Anche Taiga è innamorata di Ryūji, tuttavia, per non mettersi in mezzo tra quest'ultimo e Minori, ella ha sempre represso i propri sentimenti. Nell'ultima puntata Ryūji dichiara finalmente a Taiga il suo amore per lei.
Taiga Aisaka (逢坂 大河?, Aisaka Taiga)
Doppiata da: Rie Kugimiya (ed. giapponese), Fabiola Bittarello (ed. italiana)
È una studentessa che frequenta la 2-C. Nonostante sia una ragazza dall'aspetto minuto e carino, è incapace di stringere legami stabili con le persone. Vista la sua bassa statura e il suo carattere violento e manesco, le viene attribuito il soprannome di Tenori Taigā, ovvero "Tigre Palmare". Il suo astio verso questo soprannome e le insicurezze sul suo corpo, poco sviluppato per la sua età, le causano un complesso di inferiorità che si esterna in un carattere aggressivo. Il suo aspetto grazioso (Ryūji la paragona ad una bambola) la porta ad avere diversi ammiratori e pretendenti, prontamente respinti in modo brusco e violento. La famiglia di Taiga è ricca, e a causa di ciò ella non ha mai dovuto lavorare ed è totalmente incapace nelle faccende domestiche. Non ha un buon rapporto col padre e con la sua matrigna e, a causa dei continui litigi con loro, ha deciso di andare a vivere da sola, trasferendosi in un appartamento di fronte casa di Ryūji. Dopo il suo incontro con quest'ultimo, accetta volentieri i suoi servizi ed entra a far parte a tutti gli effetti della sua famiglia, passando gran parte delle sue giornate a casa Takasu e rientrando nel proprio appartamento solo per dormire. All'inizio della storia la ragazza è innamorata di Yūsaku Kitamura, suo compagno di classe e miglior amico di Ryūji, arrivando persino a dichiarargli il suo amore, che tuttavia non è corrisposto; la ragazza conserva alcuni raccoglitori di fotografie pieni di sue foto, e ogni volta che si trova in presenza di Yūsaku, diventa nervosa e balbetta. Con il proseguire della storia, si accorge che in realtà prova sentimenti molto più forti nei confronti di Ryūji, venendo ricambiata da quest'ultimo. È un tipico personaggio tsundere.
Minori Kushieda (櫛枝 実乃梨?, Kushieda Minori)
Doppiata da: Yui Horie (ed. giapponese), Ludovica Bebi (ed. italiana)
È una ragazza diciassettenne che frequenta la 2-C ed è la migliore amica di Taiga, che la chiama con il soprannome "Minorin". Le due amiche hanno caratteri opposti: tanto Taiga è pessimista e corrucciata, tanto Minori è allegra e sorridente. La ragazza è molto atletica e attiva, infatti è capitano della squadra femminile di softball della sua scuola, oltre a impegnare il tempo libero con molti lavoretti part time. A causa della sua ghiottoneria, Minori fatica molto a mantenere la linea, tanto che si definisce una Daietto Senshi (ダイエット戦士? lett. "Guerriera della Dieta"). Ha l'abitudine di canticchiare ed è molto eccentrica. Cerca di nascondere la sua passione per l'occulto fingendo di averne paura, in modo da "costringere" gli altri a raccontarle storie di fantasmi. Credendo di spaventarla, gli amici finiscono invece per dilettarla non poco. Nonostante la sua apparente spensieratezza, Minori riesce a percepire il vero carattere delle persone, infatti è una delle poche persone a capire subito che Ryūji è un ragazzo gentile e non viene ingannata dalla finta innocenza di Ami. Quando Ryūji le confida di trovarla una persona gentile, la ragazza lo smentisce, definendosi arrogante e disonesta a causa del suo conflitto interiore, ma in realtà è molto dolce e altruista. A Minori piace Ryūji, ma allo stesso tempo sa che anche Taiga prova qualcosa per lui, e per non ferire i sentimenti dell'amica impedisce a Ryūji di dichiararle il suo amore la sera della vigilia di Natale, spronandolo invece a dichiararsi a Taiga, la ragazza che ama davvero.
Yūsaku Kitamura (北村 祐作?, Kitamura Yūsaku)
Doppiato da: Hirofumi Nojima (ed. giapponese), Alessandro Vanni (ed. italiana)
È il miglior amico di Ryūji e suo compagno di classe. È il vice presidente del consiglio studentesco, nonché rappresentante di classe e capitano della squadra maschile di softball. Yūsaku porta gli occhiali e ha un carattere molto diligente; pensa di essere scarso nell'intrattenere le ragazze, anche se Ryūji pensa l'esatto contrario. In passato è stato respinto da Taiga e adesso è innamorato della presidentessa del consiglio studentesco, Sumire Kanō. Una gag ricorrente vede apparire improvvisamente Yūsaku alle spalle di Taiga e Ryūji, proprio mentre i due complottano per conquistare rispettivamente lo stesso Yūsaku e Minori. Nell'anime viene chiamato anche con il soprannome di "Maruo".
Ami Kawashima (川嶋 亜美?, Kawashima Ami)
Doppiata da: Eri Kitamura (ed. giapponese), Elena Liberati (ed. italiana)
È un'amica d'infanzia di Yūsaku, trasferitasi a metà del secondo anno nella stessa classe di Ryūji e gli altri ragazzi protagonisti. È una ragazza bellissima e lavora come modella, anche se a seguito del trasferimento a scuola ha temporaneamente sospeso i suoi impegni lavorativi, continuando però ad andare in palestra regolarmente per mantenersi in forma. Agli altri si mostra come una persona gentile e generosa, anche se risulta essere solo una "maschera": in realtà è una ragazza arrogante e che non esita a usare linguaggi forti nei confronti degli altri, come si evince dal primo incontro con Taiga, dove Ami comincia a prendere in giro Taiga per la sua bassa statura e la ragazza non esita a tirarle uno schiaffo. Da allora, Ami e Taiga diventano nemiche, tanto che Taiga usa chiamarla Bakachī (ばかちー? lett. "Chihuahua Scema"), però Ami invidia la capacità di Taiga nell'essere sempre onesta con sé stessa. Ad Ami piace molto Ryūji; durante la storia infatti gli chiede se potrebbe amarla qualora cominciasse a far emergere il suo vero carattere. L'affezione per Ryūji diventa più profonda col proseguire della storia: Ami sconsiglia infatti a Ryūji di continuare a provare a conquistare Minori, perché non è la ragazza adatta per lui. Così facendo, si propone come alternativa più adatta a lui. Con il tempo dimostra di essere più matura dei suoi coetanei, probabilmente perché da molto tempo frequenta persone adulte a causa del suo lavoro. Alla fine Ami e Minori diventeranno sempre più amiche. Ami, nonostante sia pungente e sarcastica, è una persona di buon cuore: nonostante venga inizialmente presentata come una persona viziata, egoista e sprezzante, il personaggio ha uno sviluppo positivo, darà infatti consigli molto importanti ai suoi amici, a cui dimostra di tenere veramente.
Il suo nome richiama quello di Ami Mizuno, Sailor Mercury della serie Sailor Moon, e anche Taiga cita questo dettaglio, forse anche per il suo carattere deciso. Inoltre il colore dei capelli (blu elettrico) è lo stesso.

### Altri personaggi
Koji Haruta (春田 浩次?, Haruta Koji)
Doppiato da: Hiroyuki Yoshino (ed. giapponese), Emiliano Reggente (ed. italiana)
È uno studente della classe 2-C dell'istituto superiore Ōhashi e amico di Ryuji. Ha i capelli lunghi e scherza sempre. Spesso i suoi scherzi infantili sono bersaglio di Taiga e lui è vittima delle esplosioni di violenza di quest'ultima.
Hisamitsu Noto (能登 久光?, Noto Hisamitsu)
Doppiato da: Kazuyuki Okitsu (ed. giapponese), Stefano Billi (ed. italiana)
È uno studente della classe 2-C dell'istituto superiore Ōhashi e amico di Ryuji. Porta gli occhiali. Durante la serie sviluppa un sentimento d'amore verso Maya Kihara a seguito di un litigio avuto durante la gita di sci in montagna.
Maya Kihara (木原 麻耶?, Kihara Maya)
Doppiata da: Ai Nonaka (ed. giapponese), Claudia Scarpa (ed. italiana)
È una studentessa della classe di Ryuji, migliore amica di Nanako. Ha una cotta per Yusaku, si oppone all'idea che Taiga e Yusaku siano una coppia e vuole che Taiga e Ryuji stiano insieme.
Nanako Kashii (香椎 奈々子?, Kashii Nanako)
Doppiata da: Momoko Ishikawa (ed. giapponese), Barbara Sacchelli (ed. italiana)
È una studentessa della classe di Ryuji, migliore amica di Maya.
Sumire Kanō (狩野 すみれ?, Kanō Sumire)
Doppiata da: Yūko Kaida (ed. giapponese), Micaela Incitti (ed. italiana)
È la presidentessa del Consiglio degli Studenti e riesce sempre a ottenere ottimi voti a scuola. Ha una forte personalità e mentalità. Ha una sorella più giovane, Sakura e i suoi genitori possiedono un supermercato. In seguito andrà a studiare all'estero, in America, perché vuole diventare astronauta e per questo rifiuta la dichiarazione di Yusaku, in modo che lui possa diventare una persona più forte, senza dover appoggiarsi su di lei.
Sakura Kanō (狩野 さくら?, Kanō Sakura)
Doppiata da: Kana Asumi (ed. giapponese), ? (ed. italiana)
È la sorella minore di Sumire e cerca di entrare alla stessa scuola superiore frequentata dalla sorella, nonostante i suoi voti siano pessimi. Inconsciamente tende a flirtare con le persone, prova un grande affetto per la sorella e odia i serpenti.
Yasuko Takasu (高須 泰子?, Takasu Yasuko)
Doppiata da: Sayaka Ōhara (ed. giapponese), Eleonora Reti (ed. italiana)
È la madre di Ryūji, ha 33 anni ma si definisce "l'eterna ventitreenne", è una bella donna con un seno molto abbondante. Poco dopo la nascita del figlio, molto giovane, è stata lasciata dal suo compagno. Per mantenere la famiglia lavora in uno hostess bar notturno chiamato Bishamontengoku con lo pseudonimo "Mirano" (魅羅乃?). Taiga le piace fin dall'inizio, infatti la considera come un membro della sua famiglia. Pur essendo tranquilla di carattere, odia essere svegliata presto, arrivando al punto di pagare suo figlio, Taiga e Yūsaku purché escano di casa e la lascino dormire.
Rikurō Aisaka (逢坂 陸郎?, Aisaka Rikurō)
È il padre di Taiga, ha divorziato dalla madre di Taiga e si è risposato. La figlia lo odia, accusandolo di non curarsi di lei; del resto, lui le ha comprato un appartamento permettendole di andarsene di casa. Un giorno l'uomo fa visita alla figlia, ma lei lo liquida con un calcio. Ryūji riesce a convincere Taiga a dare una seconda possibilità al padre ma questi, nonostante molti buoni propositi, non ne realizza alcuno. Alla fine l'uomo chiede a Ryūji di portare le sue scuse a Taiga: gli impegni lavorativi e la diversità di carattere lo portano ad abbandonare di nuovo la figlia, anche se Taiga non è dispiaciuta neanche un po'.
Yū Aisaka (逢坂 夕?, Aisaka Yū)
È la seconda moglie di Rikurō, non ha buoni rapporti con Taiga.
Madre di Taiga
Il nome della madre di Taiga non è indicato, la donna appare per la prima volta nel nono volume della light novel: si è risposata e visibilmente incinta. Incontra nuovamente Taiga, che non la chiama per nome, ma semplicemente Mama (ママ?).
Yuri Koigakubo (恋ヶ窪 ゆり?, Koigakubo Yuri)
Doppiata da: Rie Tanaka (ed. giapponese), Gilberta Crispino (ed. italiana)
È un'insegnante di 29 anni della classe di Ryūji, che durante il quinto volume della light novel (ambientato nel mese di settembre, all'inizio del secondo trimestre dell'anno scolastico) compie 30 anni; ama fare le cose con tranquillità, anche se però l'avvicinarsi dei 30 anni la porta ad avere fretta di trovare marito, vestendosi spesso elegante in modo da poter avere più visibilità. Dopo aver compiuto 30 anni senza essere riuscita a trovare marito sviluppa una personalità più contorta, deprimendosi quando Taiga, parlando di lei, enfatizza la parola "zitella".
Kuroma (黒間?, Kuroma)
Doppiato da: Nobuaki Kanemitsu (ed. giapponese), ? (ed. italiana)
È l'insegnante di educazione fisica nella scuola di Ryūji. Ha 34 anni e ha l'hobby del culturismo, durante la serie animata lo troviamo spesso intento a migliorare la sua massa muscolare durante le ore di educazione fisica.

## Media

### Light novel
Toradora! nasce come una serie di light novel scritte da Yuyuko Takemiya e illustrate da Yasu. I volumi sono editi da ASCII Media Works sotto l'etichetta della Dengeki Bunko. Il primo volume è stato pubblicato il 10 marzo 2006; la serie si è conclusa esattamente tre anni dopo, con il decimo volume uscito il 10 marzo 2009. Esistono quattro capitoli non racchiusi nei volumi originali, tre dei quali sono stati raccolti in alcune antologie di light novel pubblicate da MediaWorks nel novembre 2006, marzo e novembre 2007, che con l'ultimo capitolo intitolato Toradora! ha allegato anche un peluche di una tigre originariamente venduto a partire da aprile 2007. L'uscita della light novel, in Italia, è stata ufficializzata dalla J-Pop, ed è iniziata il 3 novembre 2012.

#### Volumi
| Nº    | Titolo italiano Giapponese 「Kanji」 - Rōmaji | Data di prima pubblicazione              | Data di prima pubblicazione            |
| Nº    | Titolo italiano Giapponese 「Kanji」 - Rōmaji | Giapponese                               | Italiano                               |
| 1     | Toradora! 「とらドラ！」 - Toradora! | 10 marzo 2006 ISBN 978-4-8402-3353-8     | 3 novembre 2012 ISBN 978-88-6634-714-9 |
| 2     | Toradora! 2 「とらドラ！ ２」 - Toradora! 2 | 10 maggio 2006 ISBN 978-4-8402-3438-2    | 6 luglio 2013 ISBN 978-88-6634-397-4   |
| Extra | 「とらドラ・スピンオフ！ 幸福の手乗りタイガー伝説」 - Toradora Supin ofu! Kōfuku no Tenori Taigā densetsu – "Toradora Spin-off! La tigre palmare della felicità" | 10 febbraio 2006                         | —                                      |
| 3     | Toradora! 3 「とらドラ！ ３」 - Toradora! 3 | 10 settembre 2006 ISBN 978-4-8402-3551-8 | 7 novembre 2015 ISBN 978-88-6883-162-2 |
| 4     | 「とらドラ！ ４」 - Toradora! 4 | 10 gennaio 2007 ISBN 978-4-8402-3681-2   | —                                      |
| 5     | 「とらドラ！ ５」 - Toradora! 5 | 10 agosto 2007 ISBN 978-4-8402-3932-5    | —                                      |
| 6     | 「とらドラ！ ６」 - Toradora! 6 | 10 dicembre 2007 ISBN 978-4-8402-4117-5  | —                                      |
| 7     | 「とらドラ！ ７」 - Toradora! 7 | 10 aprile 2008 ISBN 978-4-04-867019-7    | —                                      |
| 8     | 「とらドラ！ ８」 - Toradora! 8 | 10 agosto 2008 ISBN 978-4-04-867170-5    | —                                      |
| 9     | 「とらドラ！ ９」 - Toradora! 9 | 10 ottobre 2008 ISBN 978-4-04-867265-8   | —                                      |
| 10    | 「とらドラ！ １０」 - Toradora! 10 | 10 marzo 2009 ISBN 978-4-04-867593-2     | —                                      |

#### Spin-off
È stato successivamente pubblicato anche uno spin-off della serie chiamato Toradora Spin-off! (とらドラ・スピンオフ！?), col primo volume pubblicato il 10 maggio 2007, consistente di quattro capitoli, tre dei quali precedentemente pubblicati a puntate fra il 10 giugno 2006 e il 10 febbraio 2007 nella non più pubblicata rivista Dengeki hp della MediaWorks, e con l'ultimo capitolo espressamente scritto per inaugurare la pubblicazioni in volumi. Un singolo capitolo della serie spin-off, originariamente pubblicato nel febbraio 2006 su Dengeki hp è stato invece incluso nel secondo volume, pubblicato il 10 gennaio 2009. I successivi capitoli dello spin-off sono cominciati a essere pubblicati a puntate sulla rivista Dengeki Bunko Magazine dal 10 dicembre 2007, dove capitoli aggiuntivi della stessa serie principale hanno cominciati a essere pubblicati dal 10 aprile 2008. L'ultimo volume è stato pubblicato per commemorare l'anno della tigre, secondo lo zodiaco cinese.
| Nº | Titolo italiano (traduzione letterale) Giapponese 「Kanji」 - Rōmaji                                                                                            | Data di prima pubblicazione            | Data di prima pubblicazione |
| Nº | Titolo italiano (traduzione letterale) Giapponese 「Kanji」 - Rōmaji                                                                                            | Giapponese                             |                             |
| 1  | Toradora Spin-off! Il tornado della felicità color ciliegio 「とらドラ・スピンオフ！ 幸福の桜色トルネード」 - Toradora Supin'ofu! Kōfuku no sakura-iro Torunēdo | 10 maggio 2007 ISBN 978-4-04-868315-9  |                             |
| 2  | Toradora Spin-off 2! Tigre, splendido autunno 「とらドラ・スピンオフ ２！ 虎、肥ゆる秋」 - Toradora Supin'ofu 2! Tora, koyuru aki                               | 10 gennaio 2009 ISBN 978-4-04-867459-1 |                             |
| 3  | Toradora Spin-off 3! Dai un'occhiata al mio bentō 「とらドラ・スピンオフ ３！ 俺の弁当を見てくれ」 - Toradora Supin'ofu 3! Ore no bentō o mite kure             | 10 aprile 2010 ISBN 978-4-04-868456-9  |                             |

### Manga

Copertina del primo volume dell'edizione italiana, raffigurante i protagonisti Taiga e Ryūji

La light novel è stata riadattata in formato manga sullo shōnen magazine giapponese Dengeki Comic Gao! a partire dal 27 luglio 2007. L'artista che si occupa del riadattamento è Zekkyō. È stato interrotto temporaneamente il 27 gennaio 2008, per poi spostarsi sulla rivista Dengeki Daioh della ASCII Media Works a partire dal 21 marzo 2008. Il primo tankōbon è stato pubblicato in Giappone in data 27 febbraio 2008 dall'editore ASCII Media Works, sulla collana Dengeki Comics. Il 7 luglio 2011, la casa editrice italiana J-Pop ha ufficializzato la commercializzazione, con l'uscita del primo volume il 5 novembre seguente.

#### Volumi
| Nº | Titolo italiano Giapponese 「Kanji」 - Rōmaji  | Data di prima pubblicazione | Data di prima pubblicazione             |
| Nº | Titolo italiano Giapponese 「Kanji」 - Rōmaji  | Giapponese | Italiano                                |
| 1  | Toradora! 1 「とらドラ！ １」 - Toradora! 1    | 27 febbraio 2008 ISBN 978-4-8402-4219-6                                                                                                 | 5 novembre 2011 ISBN 978-88-6634-136-9  |
| 1  | Capitoli - Capitoli 1-6 + Extra                | |                                         |
| 2  | Toradora! 2 「とらドラ！ ２」 - Toradora! 2    | 27 febbraio 2009 ISBN 978-4-04-867633-5                                                                                                 | 19 novembre 2011 ISBN 978-88-6634-137-6 |
| 2  | Capitoli - Capitoli 7-14 + Extra               | |                                         |
| 3  | Toradora! 3 「とらドラ！ ３」 - Toradora! 3    | 27 gennaio 2010 ISBN 978-4-04-868368-5                                                                                                  | 4 febbraio 2012 ISBN 978-88-6634-190-1  |
| 3  | Capitoli - Capitoli 15-24                      | |                                         |
| 4  | Toradora! 4 「とらドラ！ ４」 - Toradora! 4    | 27 gennaio 2011 ISBN 978-4-04-870244-7                                                                                                  | 18 febbraio 2012 ISBN 978-88-6634-210-6 |
| 4  | Capitoli - Capitoli 25-34 + Extra              | |                                         |
| 5  | Toradora! 5 「とらドラ！ ５」 - Toradora! 5    | 27 marzo 2012 ISBN 978-4-04-886492-3 | 25 agosto 2012 ISBN 978-88-6634-325-7   |
| 5  | Capitoli - Capitoli 35-46                      | |                                         |
| 6  | Toradora! 6 「とらドラ！ ６」 - Toradora! 6    | 27 luglio 2013 (ed. limitata) 27 agosto 2013 (ed. regolare) ISBN 978-4-04-891618-9 (ed. regolare) ISBN 978-4-04-891651-6 (ed. limitata) | 15 novembre 2014 ISBN 978-88-6634-933-4 |
| 6  | Capitoli - Capitoli 47-55                      | |                                         |
| 7  | Toradora! 7 「とらドラ！ ７」 - Toradora! 7    | 27 febbraio 2015 ISBN 978-4-04-869057-7                                                                                                 | 28 novembre 2015 ISBN 978-88-6883-438-8 |
| 7  | Capitoli - Capitoli 56-64                      | |                                         |
| 8  | Toradora! 8 「とらドラ！ ８」 - Toradora! 8    | 27 ottobre 2017 ISBN 978-4-04-893426-8                                                                                                  | 13 giugno 2018 ISBN 978-88-3275-398-1   |
| 8  | Capitoli - Capitoli 65-73                      | |                                         |
| 9  | Toradora! 9 「とらドラ！ 9」 - Toradora! 9     | 27 giugno 2019 ISBN 978-4-04-912584-9                                                                                                   | 29 gennaio 2020 ISBN 978-88-349-0155-7  |
| 9  | Capitoli - Capitoli 74-81                      | |                                         |
| 10 | Toradora! 10 「とらドラ！(10)」 - Toradora! 10 | 26 novembre 2021 ISBN 978-4-04-914083-5                                                                                                 | 6 luglio 2022 ISBN 978-88-349-1084-9    |
| 10 | Capitoli - Capitoli 82-88                      | |                                         |
| 11 | Toradora! 11 「とらドラ！(11)」 - Toradora! 11 | 26 gennaio 2023 ISBN 978-4-04-914831-2                                                                                                  | 25 ottobre 2023 ISBN 978-88-349-1289-8  |
| 11 | Capitoli - Capitoli 89-97                      | |                                         |

### Internet radio
Una trasmissione radiofonica per promuovere l'anime e gli altri adattamenti di Toradora! ha cominciato ad andare in onda sulla internet radio, ospitata da Animate TV, dal 4 settembre 2008 al 28 maggio 2009 con il nome di ToradoRadio! (とらドラジオ！?, Toradorajio!). La trasmissione andava in onda online ogni giovedì, condotta da Junji Majima e Eri Kitamura, i seiyū che danno voce nell'anime rispettivamente a Ryūji Takasu e Ami Kawashima, la trasmissione ha avuto anche altri seiyū della serie come ospiti.

### Anime

Copertina del DVD-BOX dell'edizione italiana. In primo piano Ryūji e Taiga, sullo sfondo (da sinistra) Ami, Yūsaku e Minori

L'anime è stato annunciato la prima volta durante una pubblicità delle light novel, pubblicate dalla ASCII Media Works sotto l'etichetta della Dengeki Bunko, nell'aprile 2008. È stato diretto da Tatsuyuki Nagai e prodotto dallo studio d'animazione J.C.Staff. Toradora! ha cominciato la messa in onda il 2 ottobre 2008 su TV Tokyo in Giappone, e si è concluso il 26 marzo 2009 con un totale di 25 puntate. Gli episodi della serie sono successivamente andati in onda su AT-X, TV Aichi, TV Hokkaido, TV Osaka, TV Setouchi e TVQ Kyushu Broadcasting. Il primo volume della collezione di DVD della serie, contenente i primi quattro episodi, è stato pubblicato il 21 gennaio 2009 dalla King Records in edizione regolare e in edizione limitata. Altri sette DVD, ognuno contenente tre episodi, sono stati pubblicati fra il 25 febbraio e il 26 agosto 2009 anch'essi in edizione regolare e in edizione limitata. Il 21 dicembre 2011 è stato pubblicato un box dell'edizione Blu-ray della serie TV e con esso è stato pubblicato un nuovo episodio inedito. L'anime può definirsi concluso con le puntate presenti nella serie perché copre tutti gli eventi presenti nelle light novel da cui è tratto. Le sigle di apertura sono rispettivamente Pre-Parade (プレパレード?, Pure-Parēdo) di Rie Kugimiya (Taiga Aisaka), Yui Horie (Minori Kushieda) e Eri Kitamura (Ami Kawashima) (ep. 2-16, OAV) e silky heart di Yui Horie (Minori Kushieda) (ep. 17-24) mentre quelle di chiusura sono Vanilla Salt (バニラソルト?, Banira Soruto) di Yui Horie (Minori Kushieda) (ep. 1-16, OAV), Orange (オレンジ?, Orenji) di Rie Kugimiya (Taiga Aisaka), Yui Horie (Minori Kushieda) e Eri Kitamura (Ami Kawashima) (ep. 17-18, 20-25) e Holy Night (ホーリーナイト?, Hōrī Naito) di Rie Kugimiya (Taiga Aisaka) e Eri Kitamura (Ami Kawashima) (ep. 19).
In Italia i diritti sono stati acquistati da Dynit; la serie è pubblicata su quattro DVD che contengono anche l'OAV Toradora! SOS. Gli episodi sono stati trasmessi in prima visione su Rai 4 dal 28 aprile al 13 ottobre 2011. Dynit si è vista poi interessata all'acquisto dell'episodio inedito contenuto nei Blu-ray, ma per il momento non vengono concessi i diritti per l'estero. In Italia sono state adoperate le sigle originali.

#### OAV
Oltre ai 25 episodi della serie sono stati prodotti 3 OAV.
1. Toradora! SOS!, composto da 4 brevi episodi di 5 minuti l'uno con i personaggi rappresentati in versione super deformed; questa mini-serie è stata solamente aggiunta nella versione DVD della serie come contenuto esclusivo. Questa miniserie è uscita anche in Italia nell'edizione home video ma solo in versione sottotitolata.
2. Toradora! - Bentō no gokui (とらドラ！ 弁当の極意?, Toradora! Bentō no gokui), presente solo nella versione in Blu-ray per il mercato giapponese e per il quale, al momento, non sono stati concessi i diritti per l'estero[62].
3. Toradora! Recap è un episodio recap della serie originale che è stato inserito esclusivamente nella edizione limitata della visual novel.

### Drama-CD
Sono stati pubblicati dei drama-CD a partire dalla serie animata.
| Nº | Titolo                    | Data uscita      |
| -- | ------------------------- | ---------------- |
| 1  | Toradora! Drama CD Vol. 1 | 25 dicembre 2008 |
| 2  | Toradora! Drama CD Vol. 2 | 21 gennaio 2009  |
| 3  | Toradora! Drama CD Vol. 3 | 25 marzo 2009    |
| 4  | Toradora! Drama CD SP. 1  | 23 novembre 2011 |
| 5  | Toradora! Drama CD SP. 2  | 21 dicembre 2011 |
| 6  | Toradora! Drama CD SP. 3  | 22 febbraio 2012 |

### Visual novel
Una visual novel per PlayStation Portable, Toradora Portable! (とらドラ・ポータブル！?, Toradora Pōtaburu!), basata su Toradora! è stata sviluppata da Guyzware e pubblicata da Namco Bandai Games, a partire dal 30 aprile 2009.
Il giocatore assumerà il ruolo di Ryūji Takasu e prenderà parte a un capitolo inedito, il gioco infatti comincia il 28 dicembre, con Ryūji che si sveglia in ospedale, in compagnia di Taiga felice del risveglio del ragazzo, che però risulta affetto da un'amnesia, questo garantisce la piena autonomia al giocatore di gestire le relazioni con le varie ragazze nel gioco. Il gioco oltre alle consuete caratteristiche delle visual novel presenta una mappa in 3D dove il protagonista può incontrare i vari personaggi, o accedere agli eventi durante la storia. È presente anche un minigioco nel quale il giocatore impersona Taiga intenta a difendersi da ragazzi pazzi d'amore per lei.
Il videogioco è stato pubblicato in edizione regolare e in un box a edizione limitata, quest'ultimo contenente, oltre al disco UMD, un fanbook, un DVD contenente scene inedite dell'anime, un piccolo piedistallo per PSP, un portachiavi, una borsetta a forma di faccia di tigre; inoltre per chi avesse acquistato il videogioco in preordine, per entrambe le versioni, venne creata una piccola statuetta in edizione limitata, di Taiga. L'autore originale della serie Yuyuko Takemiya ha partecipato allo sviluppo in qualità di supervisore in modo che il gioco si potesse interconnettere fluidamente con quanto narrato nelle light novel e nell'anime.

## Toradora!in altre opere
Taiga è un personaggio giocabile nel gioco di ruolo, Dengeki Gakuen RPG: Cross of Venus per Nintendo DS pubblicato il 19 marzo 2009 in Giappone.
Nel videogioco per PSP ZHP: Unlosing Ranger Vs. Darkdeath Evilman è possibile, equipaggiando gli oggetti giusti, fra i quali anche la spada di legno, rendere il protagonista simile per aspetto a Taiga.
La piccola tigre presente in Toradora!, in riferimento alla Tenori Taigā, è comparsa anche in altri anime:
- In To aru majutsu no index-tan dove la piccola tigre viene raccolta da Aisa Himegami.
- Nel terzo episodio di Nogizaka Haruka no himitsu: Purezza, dove Tōka Tennōji viene rappresentata con in mano la piccola tigre, e facendo riferimento esplicito alla Tenori Taigā.
- In Shakugan no Shana-tan Revenge dove la piccola tigre appare portando in bocca il ciondolo contenente Alastor, canticchiando il motivo di Orange, la seconda sigla di chiusura di Toradora!.
- Nell'ottavo episodio di Ōkami-san to shichinin no nakamatachi dove Taiga, Minori e Ami appaiono come tre delle possibili spose candidate per Chūtarō Nezumi.
- In Sakura-sō no pet na kanojo dove la tigre compare spesso come pupazzo.
- Nell'episodio 20 della serie Durarara!! ci sono due personaggi della serie che giocano con due statuine tra cui quella di Taiga.
- Nell'episodio extra di Durarara! Erika esclama, guardando la TV: "Se parliamo della coppia migliore, devono essere per forza Ryuji e Taiga".

I personaggi principali di Toradora! fanno una fugace apparizione in La cuccia dei sogni Z, appendice del manga World Embryo nel volume 6.

## Riconoscimenti
L'intera serie ha venduto in Giappone oltre 3 milioni di copie della serie principale e dello spin-off. La serie di light novel è stata nella classifica di Kono light novel ga sugoi! per tre volte, arrivando: sesta nel 2007, quarta nel 2008, e seconda nel 2009. Nel corso del primo Light Novel Award avvenuto nel 2007, promosso da Kadokawa Shoten, Toradora! ha vinto il premio nella categoria delle commedie romantiche. Taiga Aisaka è diventata campionessa del Anime Saimoe Tournament 2009.
In un sondaggio condotto nel 2018 dal sito web Goo Ranking, gli utenti giapponesi hanno votato i loro anime preferiti usciti nel 2008 e Toradora! è arrivato al quattordicesimo posto con 77 voti.
Manuel Crispo di Everyeye.it citò Toradora! come una delle migliori serie anime tratte dalle light novel.